# Max von Einem

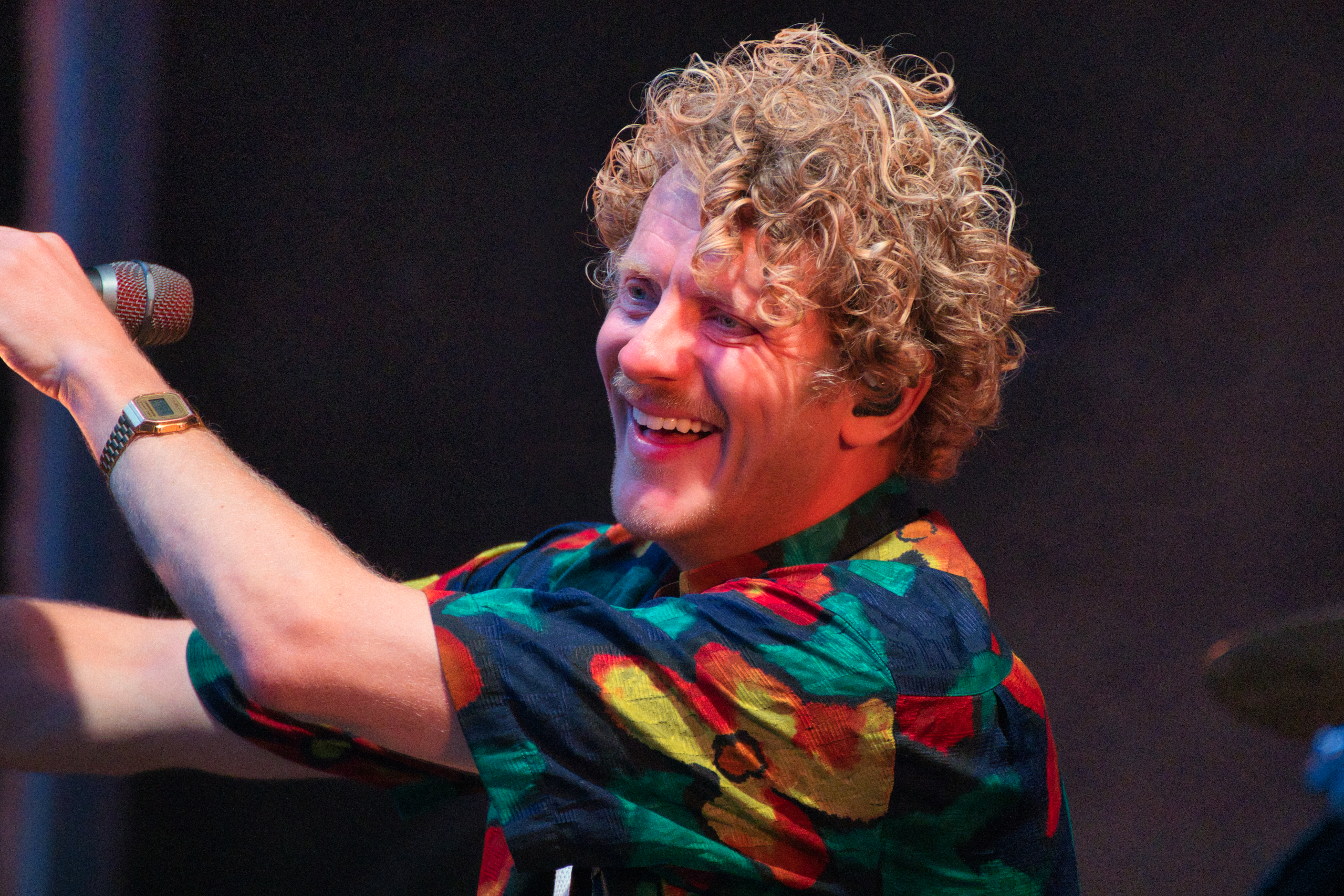
Max von Einem (Rudolstadt-Festival 2024)

Max von Einem (* 30. September 1986 in Münster) ist ein deutscher Jazzmusiker (Posaune, Komposition).

## Leben und Wirken
Einem, Urgroßneffe des Komponisten Gottfried von Einem, erhielt mit sieben Jahren ersten Posaunenunterricht. Mit 15 Jahren wurde er Mitglied im JugendJazzOrchester NRW; 2005 holte Peter Herbolzheimer ihn ins BuJazzO. 2006 begann er sein Musikstudium an der Folkwang Hochschule, um dann an die Musikhochschule Köln zu wechseln. 
Seit 2011 gehört Einem zur Weltmusikband Bukahara (bei der er auch Sousaphon und Schlagzeug spielt). Mit Bukahara veröffentlichte er (Stand: 2023) fünf Studioalben. Gemeinsam mit Götz Alsmann eröffnete er 2012 das Audi Jazzfestival in Köln. Mit seinem eigenen Quartett Einem.Art spielte er im selben Jahr auf dem Jazzfestival Viersen. Von 2013 bis 2015 war er Mitglied der Showband Heavytones, mit denen er auch 2018 und 2020 wieder auftrat. Weiter gehörte er zum Cologne Contemporary Jazz Orchestra und spielte drei Monate lang in der WDR Bigband. Er ist auf Tonträgern von Hannah Köpf, Stefan Schultze, Stefan Schmid und Frida Gold zu hören. 2021 spielte er überdies in der Showband von Täglich frisch geröstet.
Im Mai 2012 gewann von Einem mit seinem Quartett den Nachwuchspreis Sparda Jazz Award 2012.

## Diskographische Hinweise
- Einem.Art Lamara (Double Moon Records 2013, mit Lucas Leidinger, Juan Camilo Villa, Rodrigo Villalón)[6]